# Preston Judd
Preston Judd (Las Vegas, 18 maggio 1999) è un calciatore statunitense, attaccante del S.J. Earthquakes.

## Carriera
Nato a Las Vegas, ha iniziato a giocare a calcio nella Las Vegas Soccer Academy per poi trasferirsi al California Baptist Lancers nel periodo collegiale. Nel 2019 si è iscritto all'Università di Denver dove ha giocato con la selezione locale, i Denver Pioneers.
Il 13 gennaio 2021 ha firmato un contratto con lo Sporting K.C. II, ma otto giorni dopo è stato selezionato dal LA Galaxy nel SuperDraft ed il 7 aprile ha firmato un contratto con il Ventura County. Ha debuttato il 1º maggio nell'incontro di USL Championship perso 1-0 contro il Sacramento Republic e cinque giorni dopo ha segnato il suo primo gol nel successo per 5-0 contro il Las Vegas Lights.
Il 4 aprile è stato promosso in prima squadra con cui ha firmato un contratto annuale con opzione per altri due ed il 5 marzo 2023 ha debuttato con il LA Galaxy nell'incontro di MLS perso 3-1 contro il FC Dallas. Ha segnato il suo primo gol in MLS il 7 maggio contro il Colorado Rapids.
Il 14 dicembre 2023 è stato ceduto al S.J. Earthquakes in cambio di $200.000.

## Statistiche

### Presenze e reti nei club
Statistiche aggiornate al 22 aprile 2024.
| Stagione        | Squadra          | Campionato      | Campionato | Campionato | Coppe nazionali | Coppe nazionali | Coppe nazionali | Coppe continentali | Coppe continentali | Coppe continentali | Altre coppe | Altre coppe | Altre coppe | Totale | Totale | Totale |
| Stagione        | Squadra          | Comp            | Pres       | Reti       | Comp            | Pres            | Reti            | Comp               | Pres               | Reti               | Comp        | Pres        | Reti        | Pres   | Reti   |        |
| --------------- | ---------------- | --------------- | ---------- | ---------- | --------------- | --------------- | --------------- | ------------------ | ------------------ | ------------------ | ----------- | ----------- | ----------- | ------ | ------ | ------ |
| 2021            | LA Galaxy II     | USL             | 32         | 17         |                 | -               | -               |                    | -                  | -                  |             | -           | -           | 32     | 17     |        |
| 2022            | LA Galaxy II     | USL             | 25         | 13         |                 | -               | -               |                    | -                  | -                  |             | -           | -           | 25     | 13     |        |
| 2023            | LA Galaxy        | MLS             | 17         | 3          | USCup           | 0               | 0               |                    | -                  | -                  | LC          | 1           | 0           | 18     | 3      |        |
| 2024            | S.J. Earthquakes | MLS             | 8          | 1          | USCup           | 0               | 0               |                    | -                  | -                  |             | -           | -           | 8      | 1      |        |
| Totale carriera | Totale carriera  | Totale carriera | 82         | 34         |                 | 0               | 0               |                    | -                  | -                  |             | 1           | 0           | 83     | 34     |        |